# M22 Локаст
М22 Локаст (Скакавац) је био амерички тенк током Другог светског рата

### Настанак и коришћење
Основна идеја за настанак овог оклопног возила је била она о потреби за тенком који ће бити довољно лак за превожење у транспортом авиону. На крају тај задатак је био само делимично испуњен пошто је за његово смештање у највећи амерички авион било потребно скинути куполу, која би након спуштања авиона требало да се постави назад на место.
Како је поента ваздушно-десантних трупа пре свега брзина та процедура је М22 Локаст прогласила производном грешком. Иако је овај тенк био први пут развијен још 1941. године он није био употребљен све до 1945. године када га Британци користе за прелазак Рајне.
Првобитно име овог тенка је било само М22 док су му надимак „Локаст“ (скакавац) дали Енглези из сасвим разумљивог разлога.

### Опрема
Исто што се може рећи и за М3/М5 Стјуарт вреди и за овај тенк. Са својим топом од само 37 mm он је био неспособан за борбу против иједног непријатељског тенка. Слично вреди и за оклоп који са својом дебљином од само 25 mm може бити пробијен од било ког противничког топа. Ти подаци постају разлог зашто овај амерички производ Американци нису никад употребљавали у борби.
Произведено је свеукупно 830 тенкова М22 Локаст. Након Другог светског рата неколико његових примерака је завршило у Египту.